# Августа Йохана фон Зайн-Витгенщайн-Хоенщайн
Августа Йохана фон Зайн-Витгенщайн-Хоенщайн (на немски: Auguste Johanna von Sayn-Wittgenstein-Hohenstein; * 12 април 1638; † 15 май 1669) от фамилията Сайн-Витгенщайн е графиня от Зайн-Витгенщайн-Хоенщайн и Фалендар и чрез женитба графиня на Алденбург (днес част от Вилхелмсхафен, Долна Саксония).

## Произход
Тя е дъщеря, осмото дете на граф Йохан VIII фон Зайн-Витгенщайн-Хоенщайн (1601 – 1657) и съпругата му графиня Анна Августа фон Валдек-Вилдунген (1608 – 1658), дъщеря на граф Кристиан фон Валдек-Вилдунген (1585 – 1637) и графиня Елизабет фон Насау-Зиген (1584 – 1661).
Августа Йохана фон Сайн-Витгенщайн-Хоенщайн умира на 15 май 1666 г. на 31 години.

## Фамилия
Августа Йохана фон Зайн-Витгенщайн-Хоенщайн се омъжва на 27 април 1659 г. за имперски граф Антон I фон Алденбург (* 1 февруари 1633; † 27 октомври 1680, Фарел, Фризия, Долна Саксония) от фамилията Дом Олденбург, господар на Фарел, фрайхер на Алденбург-Едлер, щатхалтер на Графство Олденбург и Графство Делменхорст за датския крал. Той е извънбрачен син на граф Антон Гюнтер фон Олденбург († 1667) и фрайин Елизабет фон Унгнад († 1683). Те имат пет дъщери:
- Антоанета Августа фон Алденбург (* 4 август 1660; † 15 юли 1701), омъжена на 16 август 1677 г. за граф Улрих Фридрих фон Гюленльове († 17 април 1704), извънбрачен син на датския крал Фредерик III
- София Елизабет фон Алденбург (* 18 декември 1661; † 1730), омъжена за Франц Хайнрих Фрайдаг
- Доротея Юстина фон Алденбург (* 28 януари 1663; † 27 декември 1735), омъжена за фрайхер Антон Волф фон Хакстхаузен († 19 ноември 1694)
- Луиза Шарлота фон Алденбург(* 3 февруари 1664; † 12 май 1732), омъжена I. за полковник Кристофер Билке († 13 август 1704); II. 1722 г. в Хамбург за имперски граф, фелдмаршал и дипомат Герхард Дернат (* 1666; † 12 юли 1740)
- Вилхелмина Юлиана фон Алденбург (* 4 май 1665, Олденбург; † 18 ноември 1746, Бремен), омъжена за Георг Ернст Ведел Йарлсберг (* 23 май 1666; † 30 януари 1717, Бремен)

Антон I фон Алденбург се жени втори път на 19 май 1680 г. в Копенхаген за принцеса Шарлота Амéли де ла Тремойл от Таранто (* 3 януари 1652; † 21 януари 1732).